# لورانس أونيل
لورانس أونيل هو سياسي كندي، ولد في 14 نوفمبر 1954. حزبياً، نشط في الحزب الكندي التقدمي المحافظ. وقد انتخب عضو مجلس العموم الكندي.